# Alexander Nay
Fredrik Wilhelm Alexander Nay, född 1822 i Magdeburg, död 11 november 1883 i Stockholm, var en tysk-svensk litograf, tecknare och akvarellist.

## Illustrationer till topografiska planschverk
Nay medverkade med litografier i ett flertal topografiska planschverk. Han arbetade först för Em. Bærentzen & Co. Lithographiske Institut i Köpenhamn, men flyttade sedan till Stockholm.
Han litograferade planscherna till Sverige framstäldt i taflor med beskrifvande text af Johan August Berg. Boken innehåller 96 litografier i tontryck efter original av Frederik Christian Kierschou (1805-1891), Carl Svante Hallbeck (1826-1897) med flera och har beskrivande text av Johan August Berg.
År 1870 utgav Nay Upsala i taflor med tolv teckningar, som var ritade och litograferade av honom och med text av Simon Nordström. Han utförde även illustrationer till Ny illustrerad tidning och har litograferat planscherna till verken i Herrgårdar uti Södermanland (1864-1869), Panorama öfver Stockholm och Uplands Herregårdar (1881) som skildrar godsen i landskapet Uppland strax norr om Stockholm med beskrivande text av Carl Arvid Klingspor och Ernst Bernhard Schlegel.

## Verk
Alexander Nay finns representerad vid
- Nationalmuseum[10] i Stockholm.
- Hallwylska museet,[11] Stockholm
- Kungliga biblioteket[12]
- Uppsala universitetsbibliotek,[13] Uppsala
- Göteborgs konstmuseum[14]  Göteborg
- Göteborgs stadsmuseum.[15] Göteborg (som sedan den 1 juli 1993 är sammanslaget med Göteborgs Historiska museum).
- Järnvägsmuseet[16]
- Upplandsmuseet[17]
- Bohusläns museum[18]
- Helsingborgs museum[19]
- Kulturen[20]

### Litografier från 1870-talet

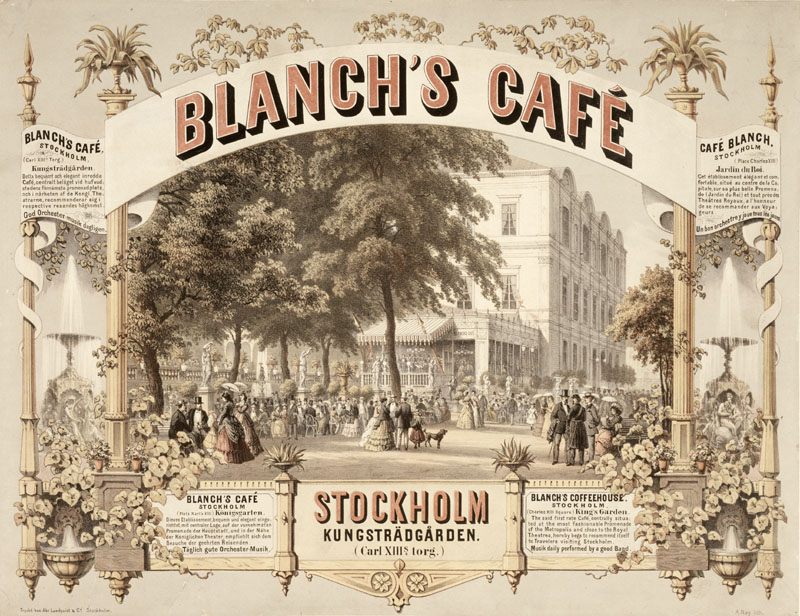
Blanchs café på Hamngatan vid Kungsträdgården i Stockholm. Affisch från 1870-talet med färglitografi av Nay.
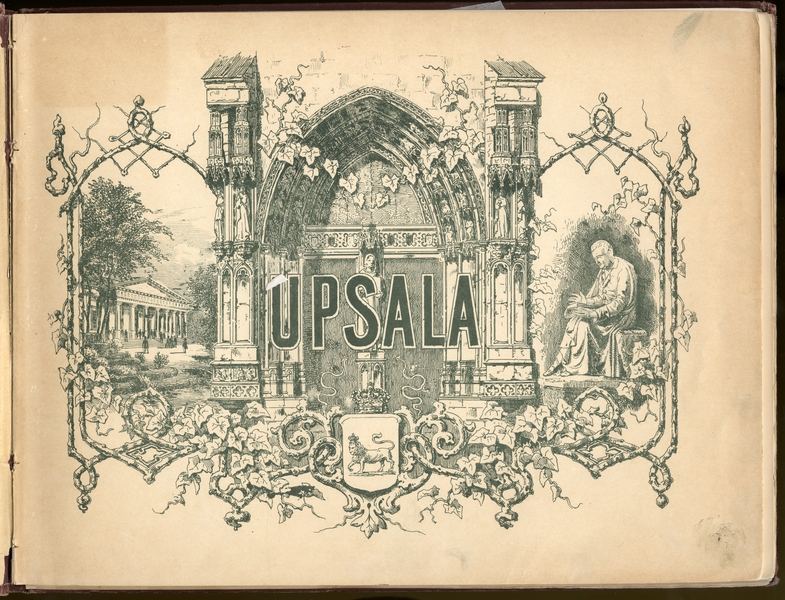
Upsala i taflor. Försättssida med litografi av Nay. Stockholm 1877.
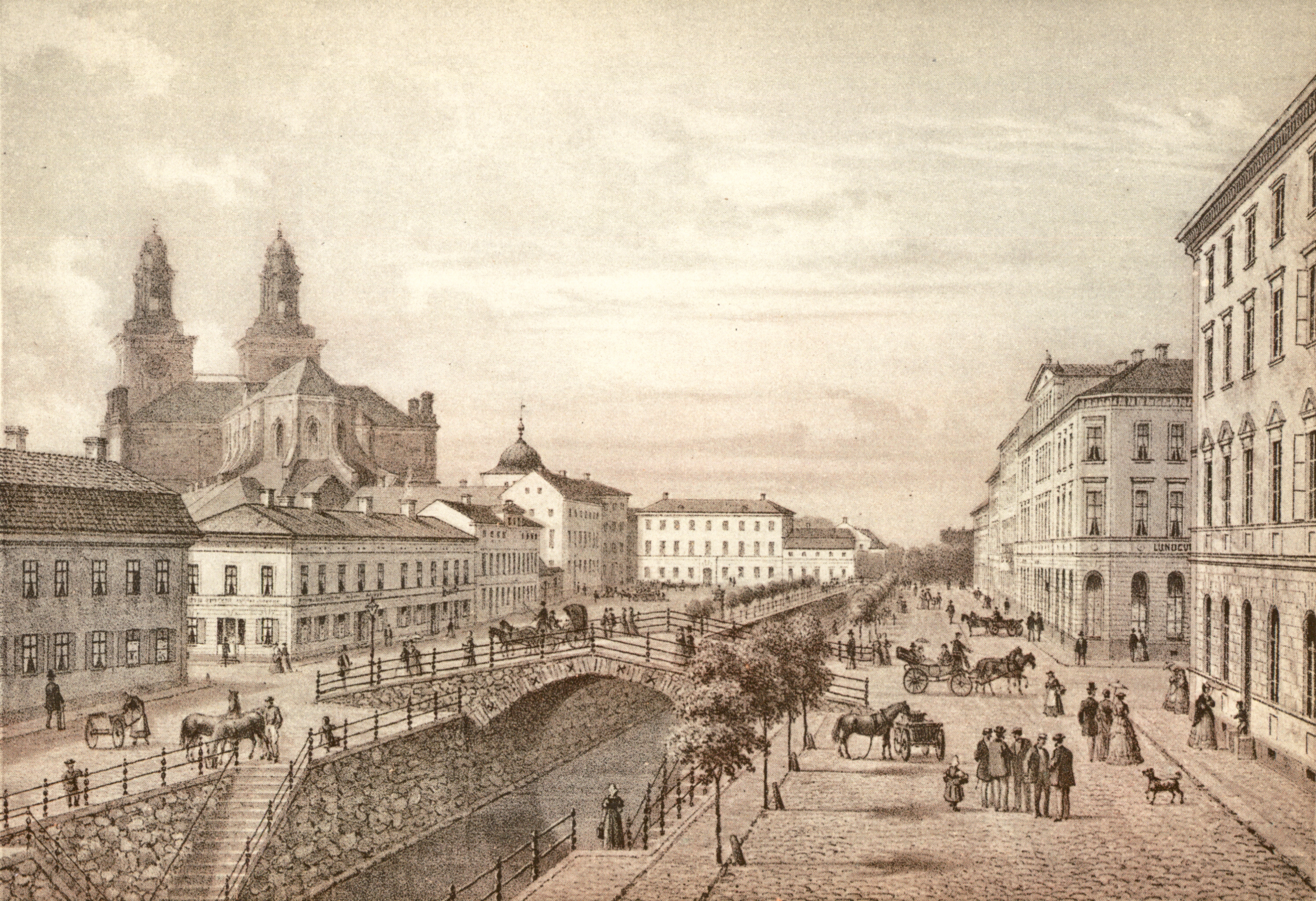
Uppsala. Ågatorna med Nybron. Litografi.

### Litografier från verketUplands Herregårdar(1881)

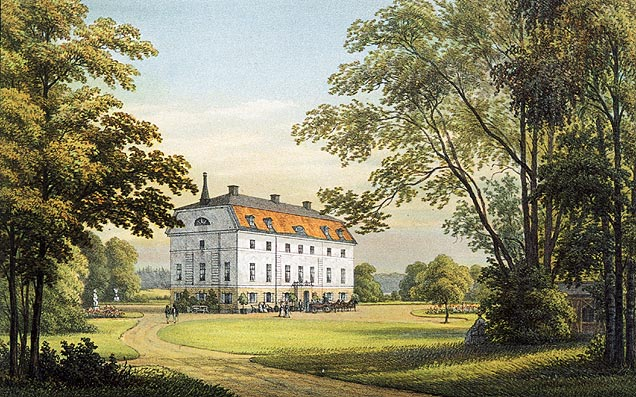
Granhammars slott i Västra Ryds socken, Upplands-Bro kommun i Uppland.
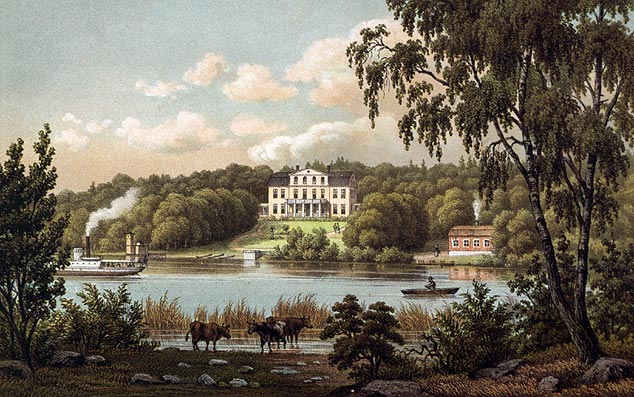
Signhildsbergs medeltida kungsgård i Håtuna socken i Upplands-Bro kommun.
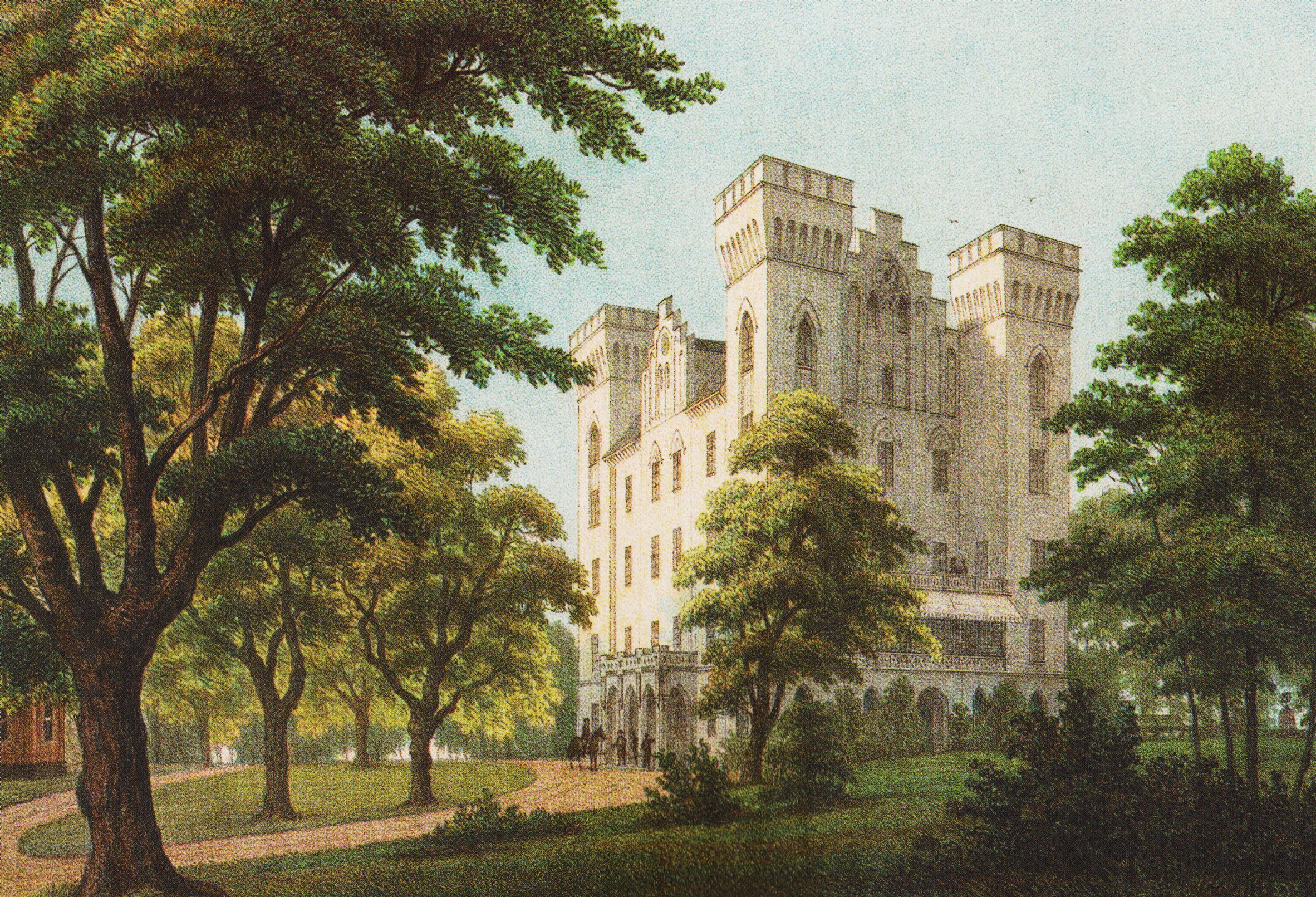
Bogesunds slott, Vaxholms kommun.
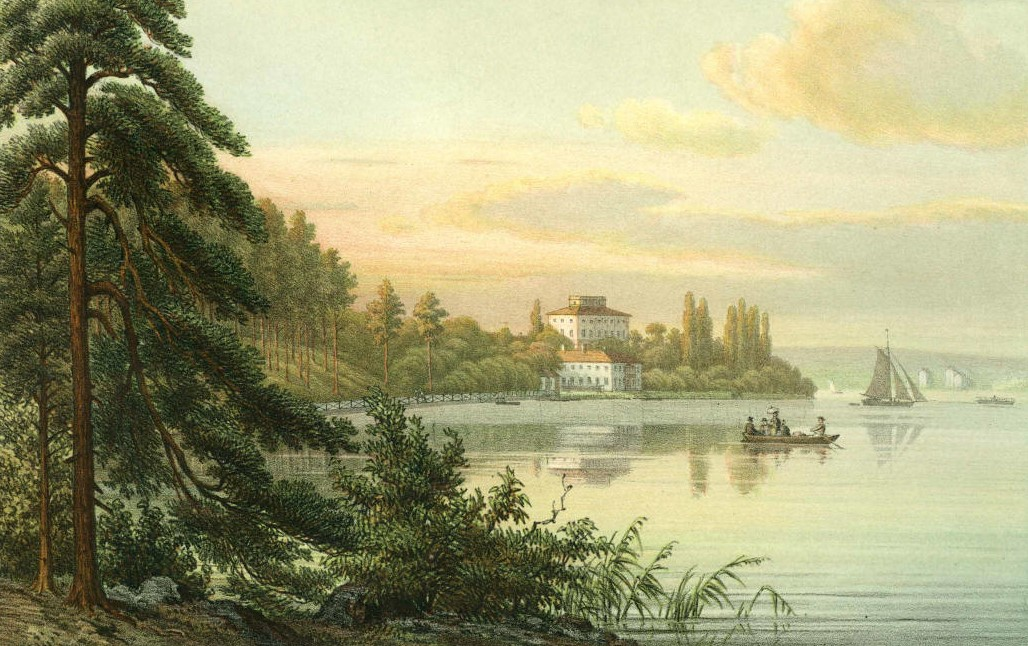
Huvudsta slott i Solna kommun vid norra sidan av Ulvsundasjön.
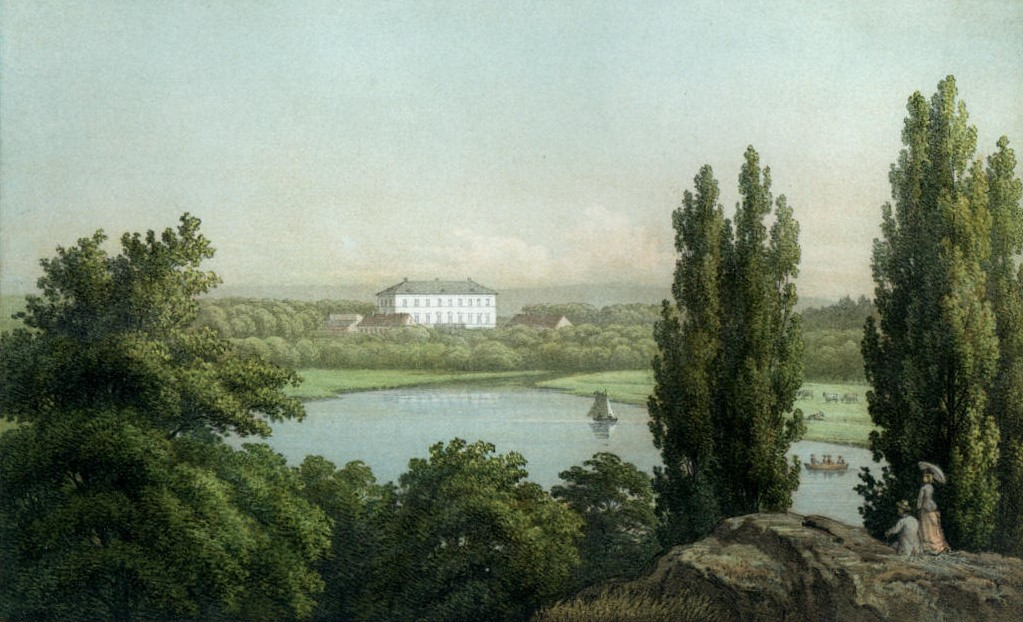
Ulvsunda slott i Bromma i stadsdelen Ulvsunda, Västerort.
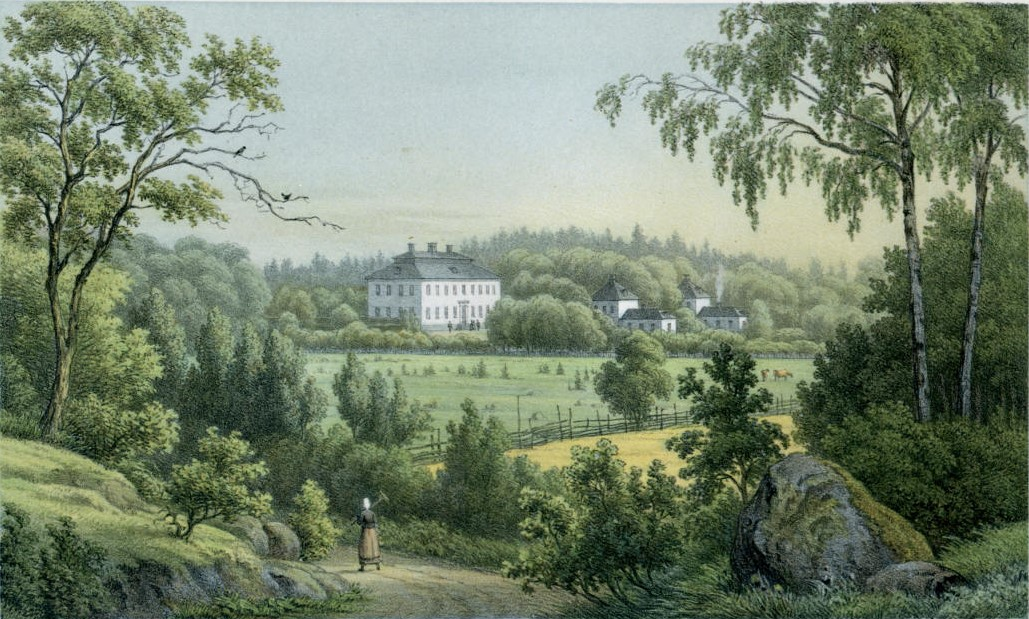
Åkeshovs slott i Bromma i stadsdelen Åkeshov, Västerort.
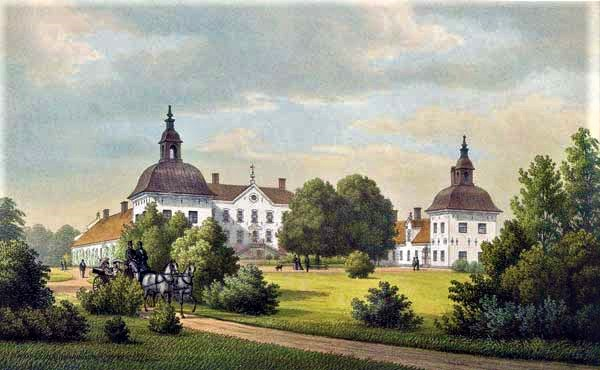
Hässelby slott i Hässelby i västra Stockholm.
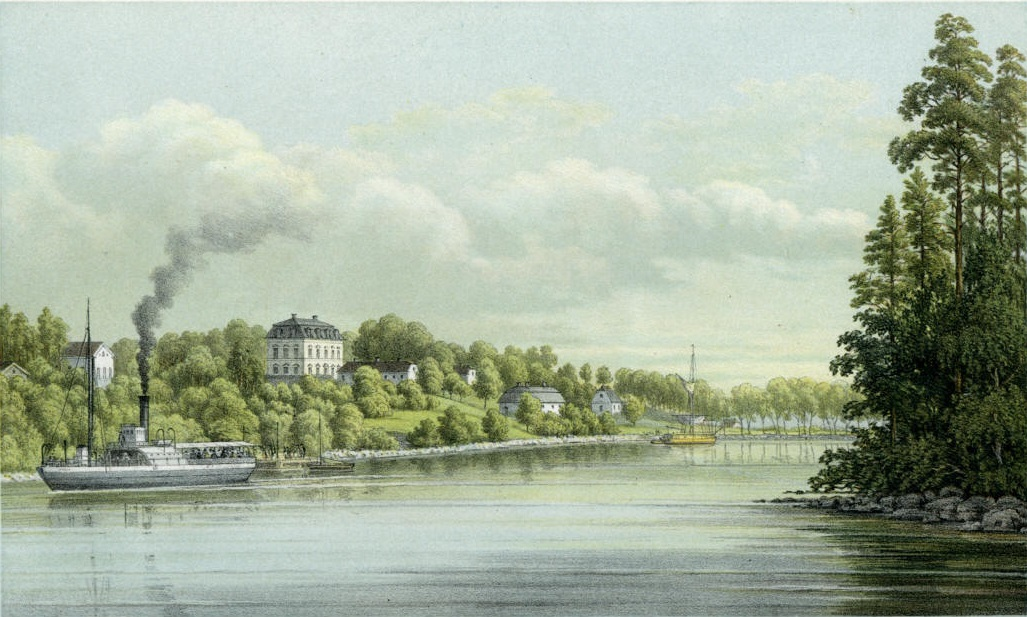
Görvälns slott, Järfälla socken, Järfälla kommun.
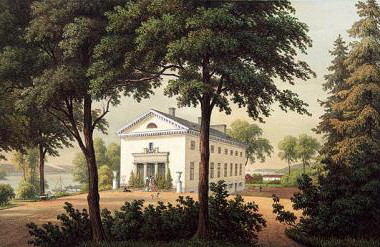
Almare-Stäkets gård på Stäksön, Upplands-Bro kommun, mellan Stäket och Kungsängen.
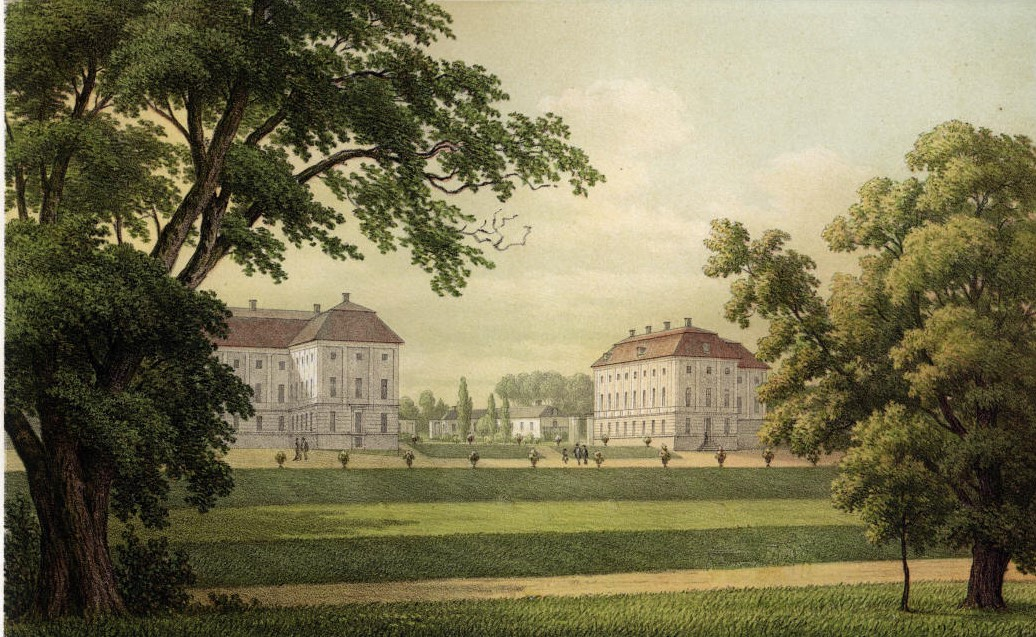
Ekolsunds slott intill Enköpingsvägen cirka tio kilometer öster om Enköping nära Ekolsundsviken.
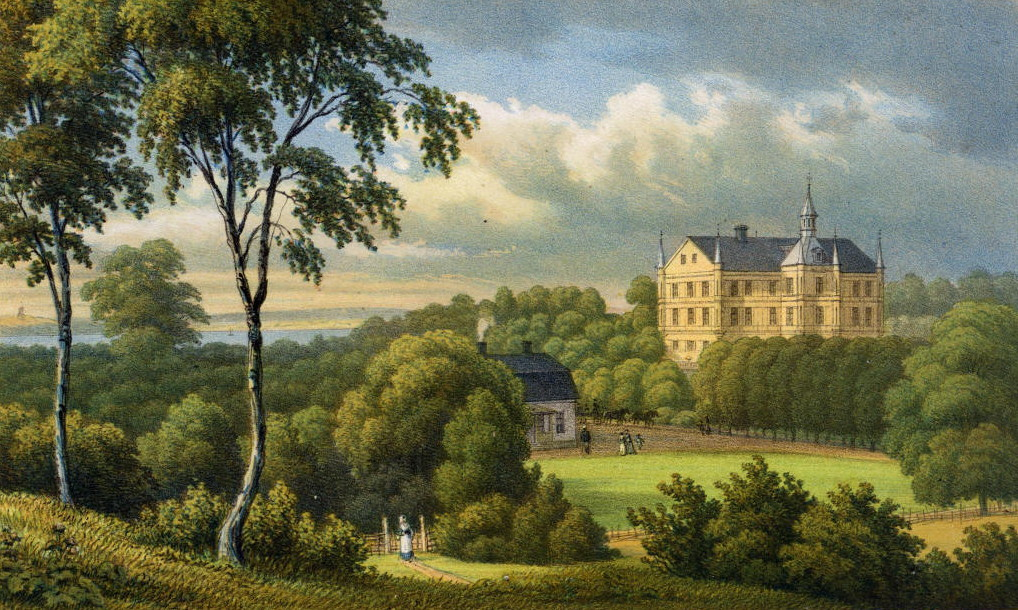
Torsåker slott, Hammarby socken, Upplands-Väsby kommun, Uppland.